# کانتس (تگزاس)
کانتس، تگزاس(به انگلیسی: Kountze, Texas) شهری در ایالت تگزاس از ایالات جنوبی ایالات متحده آمریکا است. در سرشماری سال ۲۰۰۰، جمعیت این شهر ۲۱۱۵ نفر اعلام شد.